# Dom Ginzburga
Dom Ginzburga, także drapacz chmur Ginzburga (ukr. Хмарочос Гінзбурга – Chmaroczos Hinzburha, ros. Небоскрёб Гинзбурга – Nieboskriob Ginzburga) – dom czynszowy wzniesiony w 1912 r. na rogu ulic Instytuckiej i Olginskiej w Kijowie. W momencie budowy był najnowocześniejszym budynkiem w Kijowie i najwyższym budynkiem w Imperium Rosyjskim. Określany jest jako pierwszy w historii Ukrainy drapacz chmur.
Zaminowany w 1941 r. przez radzieckich saperów przed zdobyciem Kijowa przez wojska hitlerowskich Niemiec, dom Ginzburga został zdalnie wysadzony w powietrze 24 września 1941 r. Po II wojnie światowej na jego miejscu wzniesiono hotel Moskwa (następnie Ukraina).

## Historia

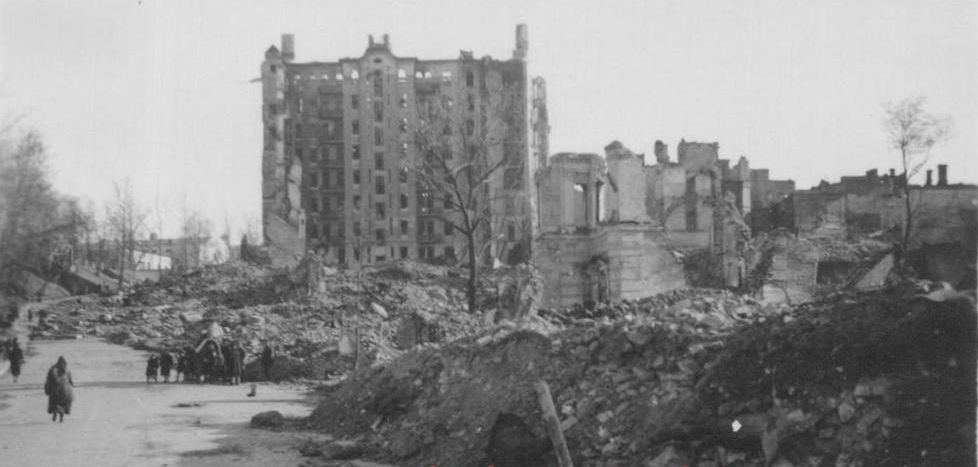
Ruiny domu Ginzburga w 1942 r.

W II poł. XIX w. na rogu ulic Instytuckiej i Olginskiej znajdował się czteropiętrowy dom inżyniera wojskowego Michaiła Fabriciusa. W 1889 r. budynek kupił Lew Ginzburg, zamożny przedsiębiorca z branży budowlanej. Na początku XX w. Ginzburg postanowił rozebrać kamienicę i wznieść zupełnie nowy dom czynszowy.
Projekt budynku wykonali odescy architekci Adolf Minkus i Fiodor Troupianski. Dom Ginzburga utrzymano w stylu secesyjnym, najmodniejszym w tym czasie w architekturze Kijowa. Plac budowy domu obejmował powierzchnię niemal 9300 metrów kwadratowych, do wzniesienia budynku użyto 12 tys. cegieł, a łączny koszt inwestycji wyniósł półtora miliona rubli, co na początku XX w. stanowiło ogromną sumę. Budowę obiektu ukończono do 1912 r. Dom Ginzburga był najnowocześniejszym domem mieszkalnym w mieście, jednym z nielicznych, w których funkcjonowały windy, zakupione w amerykańskiej firmie Otis. Wysokie koszty wynajmu luksusowych mieszkań w budynku sprawiły, że dom Ginzburga zamieszkiwali przedstawiciele kijowskiej elity: generałowie, zamożni kupcy, przemysłowcy.
Wysoka iglica wieńcząca budynek sprawiała, że część pielgrzymów, zmierzających do kijowskiej Ławry Peczerskiej, brała dom Ginzburga za cerkiew. Swoje prywatne studio malarstwa, rysunku i rzeźby w domu Ginzburga prowadzili Ołeksandr Muraszko i Anna Kriuger-Prachowa.
W 1926 r. dom Ginzburga został znacjonalizowany i przeznaczony na mieszkania komunalne. Do 1928 r. pozostawał najwyższym budynkiem w ZSRR, do momentu oddania do użytku gmachu Derżpromu w Charkowie.
W 1941 r., tuż przed upadkiem Kijowa, radzieccy saperzy podłożyli ładunki wybuchowe pod budynki przy ul. Chreszczatyk i innych centralnych ulicach Kijowa. Jednym z tych budynków był dom Ginzburga, który został wysadzony w powietrze jako jeden z pierwszych, około godz. 23 w dniu 24 września, pięć dni po wejściu do Kijowa wojsk hitlerowskich Niemiec.
W latach 50. XX w. usunięto ruiny budowli. W latach 1954–1961 na miejscu domu Ginzburga wzniesiony został hotel Moskwa.

## Architektura
Według niektórych źródeł dom Ginzburga liczył 53 metry wysokości do poziomu dachu i 67,5 metra do poziomu zwieńczenia ozdobnej iglicy. Każdy z dwunastu mieszkalnych poziomów budynku liczył cztery metry wysokości. Inne podają, że dokładna wysokość budynku nie jest znana, chociaż można przyjąć, że przekraczała 60 metrów. W obiekcie mieściły się 94 mieszkania na wynajem, z których największe liczyły nawet 11 pomieszczeń. Niższe kondygnacje budynku zajmował dom handlowy. Dom Ginzburga miał również kondygnację podziemną.
Budynek pojawia się w filmie Człowiek z kamerą (1929) – uwieczniono w nim wewnętrzny dziedziniec obiektu oraz wieżę z iglicą.